# Acacia zizyphispina
Acacia zizyphispina é uma espécie de leguminosa do gênero Acacia, pertencente à família Fabaceae.